# The Sleuth's Last Stand
The Sleuth's Last Stand è un cortometraggio muto del 1913 diretto, interpretato e prodotto da Mack Sennett con Charles Avery, Fred Mace e Ford Sterling. Prodotto dalla Keystone, il film uscì nelle sale il 3 marzo 1913, distribuito dalla Mutual Film.

## Produzione
La Keystone Film Company, con Mack Sennett, produsse il film nel 1913.

## Distribuzione
Il film fu distribuito dalla Mutual Film che lo fece uscire nelle sale statunitensi il 3 marzo 1913, proiettato in split reel insieme a un altro cortometraggio di Sennett, A Deaf Burglar.

### Date di uscita
IMDb
- USA	3 marzo 1913

Alias
- The Sherlocks  	USA (titolo di lavorazione